# Fetischmarkt Akodésséwa

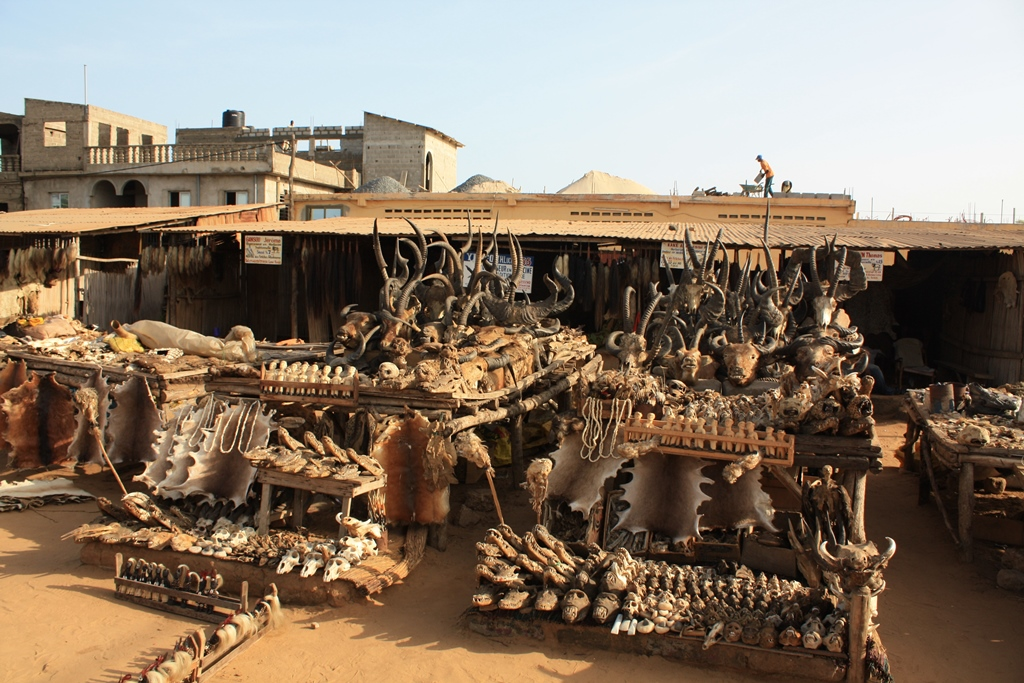
Verkaufsstand 2008

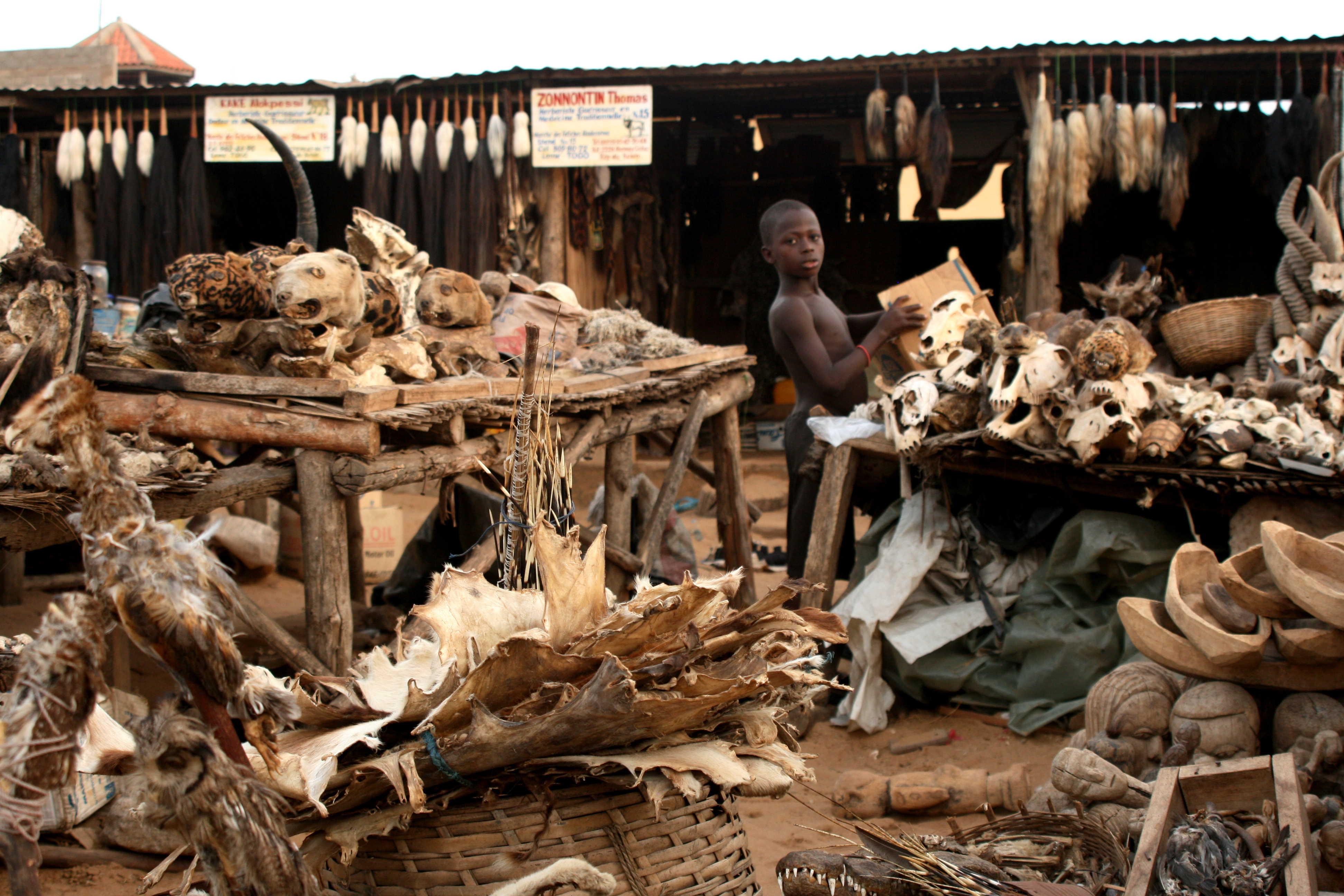
Verkaufsstand 2008

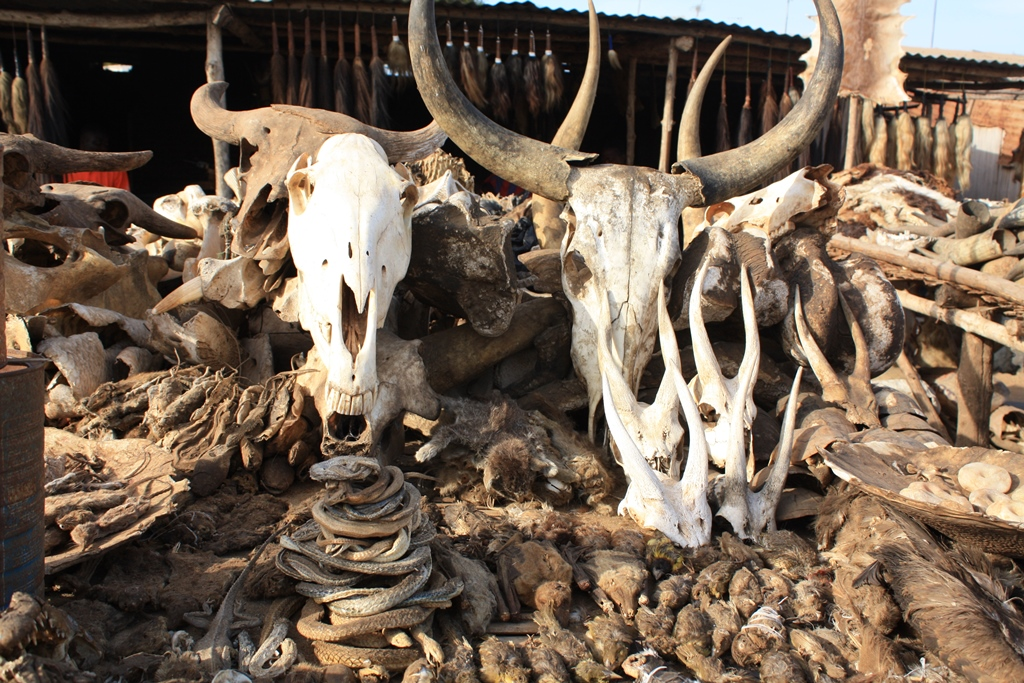
Schädel diverser Tierarten

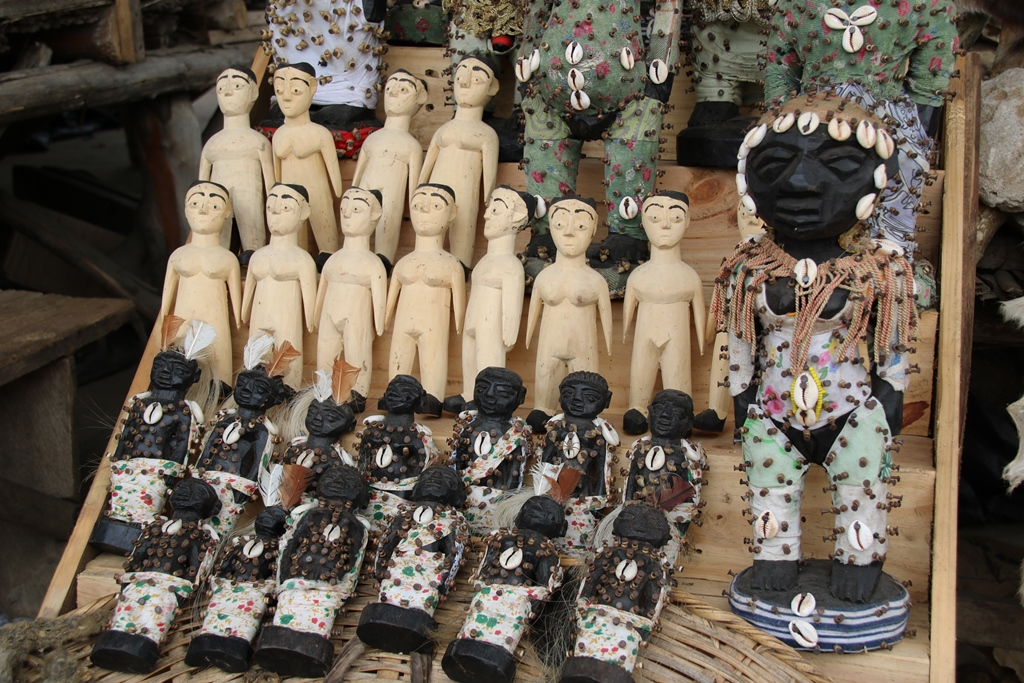
Utensilien und Puppen für Voodoo-Rituale

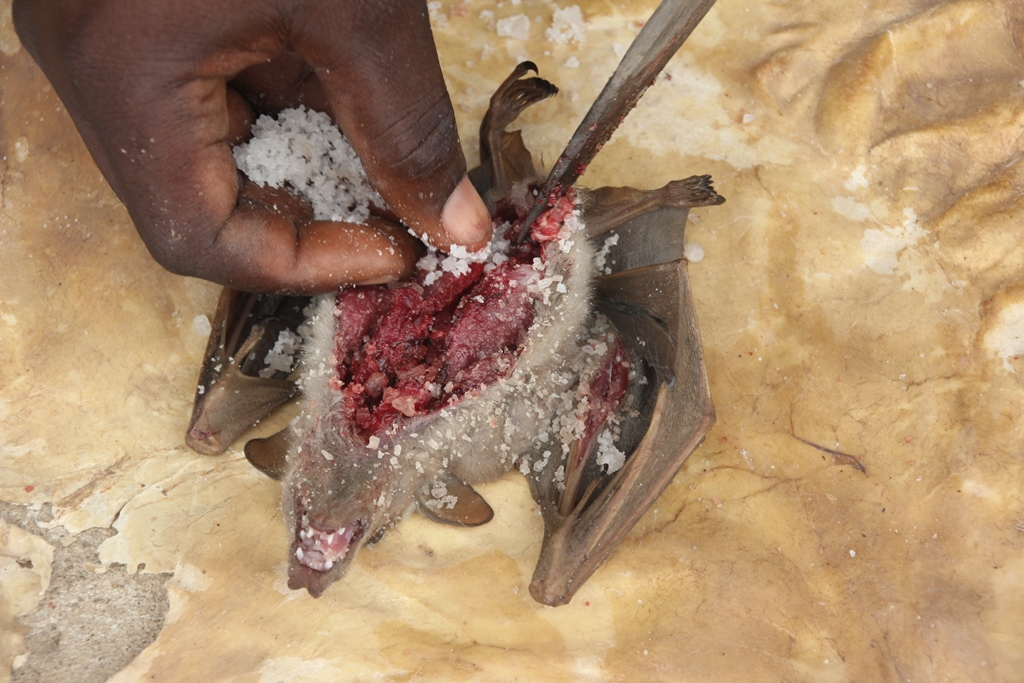
Eine Fledermaus wird für ein Voodoo-Ritual präpariert.

Der Fetischmarkt Akodésséwa (französisch marché des féticheurs, auch marché aux fétiches) wird in Akodésséwa, einem Vorort von Lomé in Togo, abgehalten und gilt als der größte Voodoo-Markt der Welt.

## Marktangebote
Auf dem Markt werden Utensilien aller Art, z. B.  Schädel, getrocknete Köpfe und Felle verschiedener Tierarten, angeboten und verkauft. Es finden Beschwörungen statt.  Kranke suchen hier Heilung und es kommen Menschen, die sich für verschiedene Anlässe einen Zauber erhoffen.
In den letzten Jahren wurde der Markt auch vom Tourismus entdeckt. Dies und der Artenschutz tragen dazu bei, dass sich der Markt stark wandelt.

## Hintergrund

### Voodoo
Voodoo hat eine lange Tradition in Togo. Vor Jahrhunderten brachten Sklaven aus Afrika die Yoruba-Götter in die Karibik und nach Südamerika. Dort kam es zur Vermischung afrikanischer Götter mit den Heiligen des Christentums und den Symbolen der katholischen Kirche. Im Laufe der Zeit veränderten sie ihre Bedeutung. Rückgewanderte ehemalige Sklaven entwickelten einen Voodoo-Kult im Herkunftsland ihrer Familien.

### Fetisch
Der Fetisch ist mit dem Orisha der Yoruba vergleichbar. Ein Fetisch kann Gott, aber auch Mensch, Pflanze, Tier oder Material sein. Dies hängt vom Ritual und seiner Situation ab. Im Ritual werden die Anteile aktiviert und verstärkt. Fetische können besondere Menschen gewesen sein.

### Magie
Die weiße Magie dient dazu, Götter zu rufen und böse Geister zu vertreiben, um Positives zu erreichen. In der schwarzen Magie werden gewalttätige Götter angerufen. In beiden Fällen bedient sich der Voodoo-Priester magischer Medizin und Utensilien.